# Décès en juillet 2017
Décès
- 2013
- 2014
- 2015
- 2016
- 2017
- 2018
- 2019
- 2020
- 2021

Pour une information complémentaire, voir la page d'aide.

| Date        | Nom                                | Activités | Âge   | Source |
| ----------- | ---------------------------------- | --- | ----- | ------ |
| 1er juillet | Ernest Krings                      | Magistrat belge.                                                                                              | 96    |        |
| 1er juillet | Ayan Sadakov                       | Footballeur bulgare.                                                                                          | 55    | (bg)   |
| 1er juillet | Stephen Tindale                    | Directeur exécutif de Greenpeace en Grande-Bretagne.                                                          | 54    | (en)   |
| 1er juillet | Heathcote Williams                 | Poète britannique.                                                                                            | 75    | (en)   |
| 2 juillet   | Gérard Bosson                      | Parachutiste et parapentiste français.                                                                        | 74    | (de)   |
| 2 juillet   | Ryke Geerd Hamer                   | Docteur en médecine allemand.                                                                                 | 82    | (de)   |
| 2 juillet   | Vladimir Malaniouk                 | Joueur d'échecs soviétique puis ukrainien.                                                                    | 59    | (en)   |
| 2 juillet   | Orri Vigfússon                     | Environnementaliste islandais.                                                                                | 74    | (is)   |
| 2 juillet   | Tatiana Zatoulovskaïa              | Joueuse d'échecs israélienne d'origine soviétique.                                                            | 81    | (en)   |
| 3 juillet   | José Luis Cuevas                   | Peintre mexicain.                                                                                             | 83    | (en)   |
| 3 juillet   | Joe Robinson                       | Acteur britannique.                                                                                           | 90    | (en)   |
| 3 juillet   | Solvi Stübing                      | Actrice allemande.                                                                                            | 76    | (en)   |
| 3 juillet   | Jean-Jacques Susini                | Homme politique français.                                                                                     | 83    |        |
| 3 juillet   | Paolo Villaggio                    | Acteur italien.                                                                                               | 84    | (en)   |
| 4 juillet   | John Blackwell                     | Batteur américain de funk et de jazz.                                                                         | 43    | (en)   |
| 4 juillet   | Gene Conley                        | Lanceur américain de la Major League Baseball.                                                                | 86    | (en)   |
| 4 juillet   | Ralphina D’Almeida                 | Femme politique gambienne.                                                                                    | ?     | (en)   |
| 4 juillet   | Daniil Granine                     | Écrivain et homme de lettres soviétique puis russe.                                                           | 98    | (ru)   |
| 4 juillet   | Haïm Lipsky                        | Violoniste polonais.                                                                                          | 95    |        |
| 5 juillet   | Pierre Henry                       | Compositeur français de musique électroacoustique.                                                            | 89    |        |
| 5 juillet   | John Mackenzie                     | Footballeur écossais.                                                                                         | 91    | (en)   |
| 5 juillet   | Joachim Meisner                    | Cardinal allemand ; évêque de Berlin (1980-1988) et archevêque de Cologne (1988-2014).                        | 83    | (en)   |
| 5 juillet   | Gilles Ménage                      | Haut fonctionnaire français.                                                                                  | 74    |        |
| 5 juillet   | Joaquín Navarro-Valls              | Porte-parole personnel de Jean-Paul II, natif d'Espagne.                                                      | 80    | (en)   |
| 6 juillet   | Michel Aurillac                    | Homme politique français, député de l'Indre (1978-1981 et 1986-1988), ministre de la Coopération (1986-1988). | 88    |        |
| 6 juillet   | Håkan Carlqvist                    | Pilote de moto-cross suédois.                                                                                 | 63    | (sv)   |
| 6 juillet   | Alain Gagnon                       | Écrivain canadien.                                                                                            | 74    |        |
| 6 juillet   | Heinz Schneiter                    | Joueur de football suisse.                                                                                    | 82    |        |
| 6 juillet   | Galip Tekin                        | Auteur de bande dessinée turc.                                                                                | 59    |        |
| 7 juillet   | Jean-Pierre Bernard                | Acteur français.                                                                                              | 84    |        |
| 7 juillet   | Pierrette Bloch                    | Artiste peintre française.                                                                                    | 89    |        |
| 7 juillet   | Suzanne Chaisemartin               | Organiste et pédagogue française.                                                                             | 96    |        |
| 7 juillet   | Roger Dambron                      | Inventeur et écrivain français.                                                                               | 96    |        |
| 7 juillet   | Léonce Deprez                      | Homme politique français.                                                                                     | 89    |        |
| 7 juillet   | Guy Hatchi                         | Footballeur français.                                                                                         | 83    |        |
| 7 juillet   | Shlomo Helbrans                    | Rabbin hassidique d'origine israélienne.                                                                      | 55    |        |
| 7 juillet   | Guy Menut                          | Homme politique français.                                                                                     | 72    |        |
| 7 juillet   | Egil Monn-Iversen                  | Compositeur norvégien.                                                                                        | 89    | (no)   |
| 7 juillet   | Marina Ratner                      | Mathématicienne russo-américaine.                                                                             | 78    | (en)   |
| 7 juillet   | Kenneth Silverman                  | Professeur émérite américain.                                                                                 | 81    | (en)   |
| 8 juillet   | Ludovic Chancel Bayle              | Auteur français                                                                                               | 42    |        |
| 8 juillet   | Nelsan Ellis                       | Acteur américain.                                                                                             | 39    |        |
| 8 juillet   | Elsa Martinelli                    | Actrice italienne.                                                                                            | 82    | (it)   |
| 8 juillet   | Joseph Ole Nkaissery               | Homme politique kényan.                                                                                       | 67    |        |
| 8 juillet   | Jacques Vien                       | Homme d'affaires, huissier et homme politique canadien.                                                       | 85    |        |
| 8 juillet   | Seiji Yokoyama                     | Compositeur de musique japonais.                                                                              | 82    |        |
| 9 juillet   | Ilya Glazounov                     | Peintre soviétique puis russe.                                                                                | 87    |        |
| 9 juillet   | Frédéric-Auguste d'Oldenbourg (en) | Prince allemand de la Maison de Holstein-Gottorp.                                                             | 81    |        |
| 9 juillet   | Jack Shaheen                       | Professeur émérite américain de communication de masse.                                                       | 81    | (en)   |
| 9 juillet   | Robert Vigouroux                   | Homme politique français.                                                                                     | 94    |        |
| 10 juillet  | Peter Härtling                     | Romancier, poète et essayiste allemand.                                                                       | 83    | (en)   |
| 10 juillet  | Emma Mashinini                     | Syndicaliste et femme politique sud-africaine.                                                                | 87    | (en)   |
| 10 juillet  | Isabelle Sadoyan                   | Actrice française.                                                                                            | 89    |        |
| 11 juillet  | Nicholas Biwott                    | Homme politique kényan.                                                                                       | 76-77 | (en)   |
| 11 juillet  | Roland Chanco                      | Peintre français.                                                                                             | 103   |        |
| 11 juillet  | Jean-Claude Fignolé                | Écrivain haïtien.                                                                                             | 76    |        |
| 11 juillet  | Jean-Michel Lambert                | Juge français.                                                                                                | 65    |        |
| 11 juillet  | Denis Mack Smith                   | Historien britannique.                                                                                        | 97    | (it)   |
| 11 juillet  | Luigi Ferdinando Tagliavini        | Organiste, claveciniste, musicologue et compositeur italien.                                                  | 87    | (it)   |
| 11 juillet  | Gert Trinklein                     | Footballeur allemand.                                                                                         | 68    | (de)   |
| 12 juillet  | Chuck Blazer                       | Dirigeant sportif américain.                                                                                  | 72    |        |
| 12 juillet  | Jean-Pierre Enkiri                 | Journaliste français.                                                                                         | 93    |        |
| 12 juillet  | Sam Glanzman                       | Dessinateur de comics américain.                                                                              | 92    | (en)   |
| 13 juillet  | Charles Bachman                    | Informaticien américain.                                                                                      | 92    | (en)   |
| 13 juillet  | Jacques Dorfmann                   | Arbitre de tennis français.                                                                                   | 84    |        |
| 13 juillet  | Ina-Maria Federowski               | Chanteuse allemande.                                                                                          | 67    | (de)   |
| 13 juillet  | Liu Xiaobo                         | Écrivain et militant des droits de l'homme chinois.                                                           | 61    |        |
| 13 juillet  | Henri Malberg                      | Homme politique français.                                                                                     | 87    |        |
| 13 juillet  | Barbara d'Ursel de Lobkowicz       | Femme politique belge.                                                                                        | 60    |        |
| 14 juillet  | Anne Golon                         | Écrivaine française.                                                                                          | 95    |        |
| 14 juillet  | Julia Hartwig                      | Écrivaine, poétesse et traductrice polonaise.                                                                 | 95    | (pl)   |
| 14 juillet  | Maryam Mirzakhani                  | Mathématicienne iranienne.                                                                                    | 40    | (en)   |
| 15 juillet  | Anne Buttimer                      | Géographe et professeur émérite irlandaise.                                                                   | 78    | (en)   |
| 15 juillet  | Josef Hamerl                       | Footballeur autrichien.                                                                                       | 86    | (de)   |
| 15 juillet  | Martin Landau                      | Acteur américain.                                                                                             | 89    |        |
| 15 juillet  | Louise Merzeau                     | Universitaire et chercheuse française.                                                                        | 53    |        |
| 15 juillet  | Babe Parilli                       | Quaterback de football américain.                                                                             | 87    | (en)   |
| 15 juillet  | André Vignoles                     | Peintre et lithographe figuratif français.                                                                    | 96    |        |
| 16 juillet  | Régis Gizavo                       | Chanteur malgache.                                                                                            | 58    |        |
| 16 juillet  | André Padoux                       | Indianiste français.                                                                                          | 97    |        |
| 16 juillet  | George A. Romero                   | Réalisateur, scénariste, acteur et auteur américain.                                                          | 77    | (en)   |
| 16 juillet  | Wilfried Scheutz                   | Chanteur autrichien.                                                                                          | 67    | (de)   |
| 17 juillet  | Harvey Atkin                       | Acteur canadien.                                                                                              | 74    | (en)   |
| 17 juillet  | Azerzour                           | Chanteur et auteur-compositeur-interprète algérien d'expression kabyle                                        | 72    |        |
| 17 juillet  | Marie-Josèphe Yoyotte              | Monteuse française.                                                                                           | 87    |        |
| 18 juillet  | Stan Barets                        | Traducteur et écrivain français.                                                                              | 68    |        |
| 18 juillet  | André-A. Devaux                    | Philosophe français.                                                                                          | 96    |        |
| 18 juillet  | Gabriel Ellison                    | Peintre, sculptrice, illustratrice, dessinatrice de timbre postal et écrivaine zambienne.                     | 86    | (en)   |
| 18 juillet  | Max Gallo                          | Écrivain et homme politique français, membre de l'Académie française.                                         | 85    |        |
| 18 juillet  | André Lafargue                     | Journaliste et résistant français.                                                                            | 100   |        |
| 18 juillet  | Alain Lequesne                     | Peintre français.                                                                                             | 75    |        |
| 18 juillet  | Mixel Thikoipe                     | Auteur et musicien basque.                                                                                    | 69    | (eu)   |
| 18 juillet  | Red West                           | Acteur de télévision et de cinéma américain.                                                                  | 81    | (en)   |
| 19 juillet  | Blaoui Houari                      | Auteur-compositeur algérien.                                                                                  | 91    |        |
| 19 juillet  | Évelyne Prouvost                   | Femme d'affaires française.                                                                                   | 78    |        |
| 19 juillet  | Rafael Santos                      | Footballeur argentin.                                                                                         | 75    |        |
| 19 juillet  | Barbara Weldens                    | Chanteuse française.                                                                                          | 35    |        |
| 20 juillet  | Chester Bennington                 | Chanteur, compositeur et acteur américain.                                                                    | 41    |        |
| 20 juillet  | Jacqueline Cartier                 | Actrice et journaliste française.                                                                             | 94    |        |
| 20 juillet  | Mohamed Saïd El Kateb              | Général et homme politique tunisien.                                                                          | 82    |        |
| 20 juillet  | Marco Aurélio Garcia               | Homme politique brésilien.                                                                                    | 76    | (pt)   |
| 20 juillet  | Andrea Jürgens                     | Chanteuse allemande.                                                                                          | 50    | (de)   |
| 20 juillet  | Bernhard Kempa                     | Joueur de handball allemand.                                                                                  | 96    |        |
| 20 juillet  | Kenneth Jay Lane (en)              | Joaillier américain.                                                                                          | 85    | (en)   |
| 20 juillet  | Giorgio Morniroli                  | Homme politique suisse.                                                                                       | 81    | (it)   |
| 20 juillet  | Giuseppe Pelosi                    | Criminel italien, meurtrier de Pasolini.                                                                      | 59    |        |
| 20 juillet  | Claude Rich                        | Acteur français.                                                                                              | 88    |        |
| 20 juillet  | Jadwiga Szubartowicz               | Supercentenaire polonaise.                                                                                    | 111   | (pl)   |
| 21 juillet  | Peter Doohan                       | Joueur de tennis australien.                                                                                  | 56    | (en)   |
| 21 juillet  | Anne Dufourmantelle                | Psychanalyste et philosophe française.                                                                        | 53    |        |
| 21 juillet  | John Heard                         | Acteur américain.                                                                                             | 71    | (en)   |
| 21 juillet  | Nikolaj Kamenski                   | Sauteur à ski soviétique puis russe.                                                                          | 85    | (ru)   |
| 21 juillet  | Jacques Nahum                      | Réalisateur, scénariste et producteur français.                                                               | 96    |        |
| 21 juillet  | Deborah Watling                    | Actrice anglaise.                                                                                             | 69    | (en)   |
| 21 juillet  | Hrvoje Šarinić                     | Homme politique croate.                                                                                       | 82    | (hr)   |
| 22 juillet  | Bernard Consten                    | Pilote de rallye automobile français.                                                                         | 85    |        |
| 22 juillet  | Fritz Hellwig                      | Homme politique allemand.                                                                                     | 104   | (de)   |
| 22 juillet  | Polo Hofer                         | Chanteur et musicien suisse.                                                                                  | 72    | (de)   |
| 22 juillet  | Marcel Kunz                        | Footballeur international suisse.                                                                             | 74    | (de)   |
| 22 juillet  | František Ševčík                   | Joueur de hockey sur glace tchécoslovaque, médaillé d'argent aux Jeux olympiques d'hiver de 1968.             | 75    | (de)   |
| 23 juillet  | Reginald Arnold                    | Cycliste australien.                                                                                          | 92    |        |
| 23 juillet  | John Kundla                        | Entraîneur américain de basket-ball.                                                                          | 101   | (en)   |
| 23 juillet  | Jean-Pierre Le Bras                | Peintre français.                                                                                             | 86    |        |
| 23 juillet  | Waldir Peres de Arruda             | Footballeur brésilien.                                                                                        | 66    |        |
| 23 juillet  | Mervyn Rose                        | Joueur de tennis australien.                                                                                  | 87    | (en)   |
| 24 juillet  | Artur Almeida                      | Journaliste brésilien.                                                                                        | 57    | (pt)   |
| 24 juillet  | Jørgen Kosmo                       | Homme politique norvégien.                                                                                    | 69    | (no)   |
| 25 juillet  | Hywel Bennett                      | Acteur gallois.                                                                                               | 73    | (en)   |
| 25 juillet  | Gretel Bergmann                    | Athlète de sauts en hauteur allemande de confession juive.                                                    | 103   | (en)   |
| 25 juillet  | Tarō Kimura                        | Homme politique japonais.                                                                                     | 52    | (en)   |
| 25 juillet  | Barbara Sinatra                    | Modèle et scénariste américaine.                                                                              | 90    | (en)   |
| 25 juillet  | Geoffrey Gurrumul Yunupingu        | Musicien australien indigène.                                                                                 | 46    | (en)   |
| 25 juillet  | John Wraw                          | Prêtre anglican britannique.                                                                                  | 58    | (en)   |
| 26 juillet  | Paul Angerer                       | Altiste, compositeur et chef d'orchestre autrichien.                                                          | 90    | (de)   |
| 26 juillet  | Patti Deutsch                      | Actrice américaine.                                                                                           | 71    | (en)   |
| 26 juillet  | June Foray                         | Doubleuse américaine.                                                                                         | 99    | (en)   |
| 26 juillet  | Leo Kinnunen                       | Pilote automobile finlandais.                                                                                 | 73    |        |
| 26 juillet  | Hervé Le Roux                      | Réalisateur et scénariste français.                                                                           | 60    |        |
| 26 juillet  | Max                                | Footballeur brésilien.                                                                                        | 42    | (pt)   |
| 27 juillet  | Abdelmajid Dolmy                   | Footballeur marocain.                                                                                         | 64    |        |
| 27 juillet  | Michel Durafour                    | Homme politique français.                                                                                     | 97    |        |
| 27 juillet  | D. L. Menard                       | Chanteur et auteur-compositeur américain de musique cadienne.                                                 | 85    | (en)   |
| 27 juillet  | Mario Tullio Montano               | Sabreur italien, champion et médaillé d'argent olympique (1972, 1976).                                        | 73    | (it)   |
| 27 juillet  | Perivaldo                          | Footballeur international brésilien.                                                                          | 64    | (pt)   |
| 27 juillet  | George Rabb                        | Zoologiste américain.                                                                                         | 87    | (en)   |
| 27 juillet  | Sam Shepard                        | Acteur, scénariste, réalisateur, dramaturge, producteur, écrivain et metteur en scène américain.              | 73    | (en)   |
| 27 juillet  | Marty Sklar                        | Homme d'affaires américain.                                                                                   | 83    | (en)   |
| 27 juillet  | Gilles Tremblay                    | Pianiste, musicien et compositeur canadien.                                                                   | 84    |        |
| 27 juillet  | Kim Weon-kee                       | Lutteur sud-coréen, champion aux Jeux olympiques d'été de 1984.                                               | 55    |        |
| 28 juillet  | Enzo Bettiza                       | Journaliste, écrivain et homme politique italien.                                                             | 90    | (it)   |
| 28 juillet  | Alexandre Boussageon               | Journaliste et écrivain français.                                                                             | 62    |        |
| 28 juillet  | Claude Contamine                   | Haut fonctionnaire français.                                                                                  | 87    |        |
| 28 juillet  | Maurice Filion                     | Ancien entraîneur et directeur général de hockey canadien.                                                    | 85    |        |
| 28 juillet  | Stein Mehren                       | Écrivain, poète et peintre norvégien.                                                                         | 82    | (no)   |
| 28 juillet  | John G. Morris                     | Photojournaliste américain.                                                                                   | 100   |        |
| 28 juillet  | Mamy Rakotoarivelo                 | Homme politique malgache.                                                                                     | ?     |        |
| 29 juillet  | Sophie Huet                        | Journaliste française.                                                                                        | 64    |        |
| 29 juillet  | Redha Malek                        | Homme politique algérien.                                                                                     | 85    |        |
| 29 juillet  | Charley Marouani                   | Impresario et producteur de musique français.                                                                 | 90    |        |
| 29 juillet  | Georges Martin                     | Ingénieur en automobile français. Concepteur du Moteur Poissy                                                 | 87    |        |
| 29 juillet  | Olivier Strebelle                  | Sculpteur belge.                                                                                              | 90    |        |
| 30 juillet  | François Digard                    | Homme politique français.                                                                                     | 68    |        |
| 30 juillet  | Slim Mahfoudh                      | Acteur tunisien.                                                                                              | 75    |        |
| 30 juillet  | Anton Vratuša                      | Homme politique slovène.                                                                                      | 102   | (si)   |
| 31 juillet  | Jean-Claude Bouillon               | Acteur français.                                                                                              | 75    |        |
| 31 juillet  | Alan Cameron                       | Universitaire et historien britannique.                                                                       | 79    | (en)   |
| 31 juillet  | Chris Kutschera                    | Journaliste et écrivain français.                                                                             | 79    | (ku)   |
| 31 juillet  | Francesco La Macchia               | Céiste italien, médaillé d'argent aux Jeux olympiques d'été de 1960.                                          | 78    | (it)   |
| 31 juillet  | Chuck Loeb                         | Guitariste de jazz américain.                                                                                 | 61    | (en)   |
| 31 juillet  | István Markó                       | Chimiste hongrois                                                                                             | 60    | ,      |
| 31 juillet  | David Mata                         | Écrivain français                                                                                             | 88    |        |
| 31 juillet  | Jeanne Moreau                      | Actrice française                                                                                             | 89    |        |